# هوارد هارت
هوارد هارت (بالإنجليزية: Howard Hart)‏ هو جاسوس أمريكي، ولد في 16 أكتوبر 1940 في سانت لويس في الولايات المتحدة، وتوفي في 30 أبريل 2017 في فرجينيا في الولايات المتحدة.